# Скавіна (гміна)
Гміна Скавіна (пол. Gmina Skawina) — місько-сільська гміна у південній Польщі. Належить до Краківського повіту Малопольського воєводства.
Станом на 31 грудня 2011 у гміні проживало 42813 осіб.

## Площа
Згідно з даними за 2007 рік площа гміни становила 100.15 км², у тому числі:
- орні землі: 70.00%
- ліси: 11.00%

Таким чином, площа гміни становить 8.14% площі повіту.

## Населення
Станом на 31 грудня 2011:
| Опис     | Загалом | Загалом | Чоловіки | Чоловіки | Жінки | Жінки |
| -------- | ------- | ------- | -------- | -------- | ----- | ----- |
| одиниця  | осіб    | %       | осіб     | %        | осіб  | %     |
| все      | 42813   | 100     | 20686    | 48.32    | 22127 | 51.68 |
| міське   | 24259   | 100     | 11614    | 47.88    | 12645 | 52.12 |
| сільське | 18554   | 100     | 9072     | 48.90    | 9482  | 51.10 |

## Сусідні гміни
Гміна Скавіна межує з такими гмінами: Бжезьниця, Кальварія-Зебжидовська, Лішкі, Лянцкорона, Мисьленіце, Моґіляни, Сулковіце, Черніхув.